# UC 2 (U-Boot, 1915)
UC 2 war ein dieselelektrisches U-Boot des Typs UC I (Projekt 34) der deutschen Kaiserlichen Marine, das im Ersten Weltkrieg zum Einsatz kam. Es gehörte zur Serie UC 1, der ersten speziell als Minenleger konstruierten Klasse von U-Booten in Deutschland. UC 2 ging während seiner zweiten Feindfahrt am 2. Juli 1915 verloren.

## Geschichte
UC 2 wurde von der Hamburger Vulkanwerft gebaut. Das Boot mit der Baunummer 46 lief dort am 12. Mai 1915 vom Stapel. Bereits fünf Tage später, am 17. Mai 1915, konnte UC 2 in Dienst gestellt werden. Erster und einziger Kommandant war Oberleutnant zur See Karl Mey. Wie die meisten Boote seiner Klasse war UC 2 der U-Flottille Flandern als Teil des Marinekorps Flandern unterstellt und kam von Zeebrügge aus zum Einsatz.
Auf seiner zweiten Feindfahrt ging UC 2 am 2. Juli 1915 im Seegebiet vor Great Yarmouth auf der Position 52° 28′ N, 1° 48′ O verloren. Das unter Wasser befindliche Boot wurde vom Dampfschiff Cottingham gerammt und daraufhin mit Schleppnetzen gesucht. Gegen 21.40 Uhr kam es zur Explosion einer von UC 2 gelegten Mine. Am Folgetag wurde das Wrack des Bootes von einem britischen Taucher entdeckt. Es blieb unklar, ob UC 2 erst durch den Rammstoß der Cottingham versenkt wurde oder zuvor auf eine eigene Mine lief und bereits zerstört auf Grund lag. Beim Untergang von UC 2 starb die gesamte 15-köpfige Besatzung. Während seiner zwei Unternehmungen war das Boot ohne Erfolg geblieben.
Das Wrack von UC 2 wurde im Laufe des Jahres 1915 durch die Briten gehoben. In der Folge wurde es auf der Themse und verschiedenen anderen Orten öffentlich zur Schau gestellt und schließlich abgewrackt.